# HC Odorheiu Secuiesc
Der HC Odorheiu Secuiesc (ungarisch: Székelyudvarhelyi KC) ist ein Handballklub aus der Stadt Odorheiu Secuiesc (deutsch: Oderhellen, ungarisch: Székelyudvarhely) im Szeklerland, Rumänien.
Der 2005 gegründete Klub stieg bereits 2007 in die 1. rumänische Liga auf und spielte 2009 international im EHF Challenge Cup. In der Saison 2011/12 trat das Team im EHF-Pokal an. 2015 gelang es HC Odorheiu den EHF Challenge Cup zu gewinnen.